# Kultura upozorowania
Kultura upozorowania- zjawisko społeczne, wynikające z rzeczywistości postmodernistycznej. Kultura upozorowania wiąże się z rozwojem mass mediów i ich wpływem na życie społeczne. Mass media zamiast odzwierciedlać rzeczywistość, wpływają na nią, wytwarzając kulturę upozorowania. Prowadzi to do zatarcia granic między rzeczywistością społeczną a rzeczywistością medialną, do tego stopnia, iż rzeczywistość wytwarzana przez media staje się odzwierciedlana przez rzeczywistość społeczną. W ten sposób upozorowana zostaje nowa, wymieszana nadrzeczywistość.